# 1. konjeniški polk (ZDA)
Za druge 1. polke glejte 1. polk.
1. konjeniški polk (izvirno angleško 1st Cavalry Regiment) je eden izmed konjeniških polkov Kopenske vojske ZDA.